# Canton de Ribérac
Le canton de Ribérac est une circonscription électorale française, située dans le département de la Dordogne, en région Nouvelle-Aquitaine.
Avant 2015, c'était une division administrative.

## Historique
Le canton de Ribérac est l'un des cantons de la Dordogne créés en 1790, en même temps que les autres cantons français. Il a d'abord été rattaché au district de Ribérac avant de faire partie de l'ancien arrondissement de Ribérac du 17 février 1800 au 10 septembre 1926, date de la suppression de cet arrondissement. À cette dernière date, il a été rattaché, avec six autres cantons, à l'arrondissement de Périgueux.

### Redécoupage cantonal de 2014-2015
Par décret du 21 février 2014, le nombre de cantons du département est divisé par deux, avec mise en application aux prochaines élections départementales prévues en mars 2015. Le canton de Ribérac est conservé et s'agrandit. Il passe de 13 à 35 communes.

## Géographie
Ce canton est organisé autour de Ribérac dans l'arrondissement de Périgueux. Son altitude varie de 43 m (Petit-Bersac) à 216 m (Bourg-des-Maisons).

## Représentation

### Conseillers généraux de 1833 à 2015
Avant 1833, les conseillers généraux étaient désignés, et ne représentaient pas un canton déterminé.
| Période | Période      | Identité                   | Étiquette                 | Qualité |
| ------- | ------------ | -------------------------- | ------------------------- | --- |
| 1833    | 1841         | Pierre Dominique Lacroix   |                           | Conseiller à la Cour royale de Bordeaux Ancien juge au Tribunal civil de Ribérac                                                                        |
| 1841    | 1848         | Pierre Placide Léonardon   |                           | Notaire royal, juge de paix du canton, maire de Ribérac, conseiller d'arrondissement                                                                    |
| 1848    | 1852         | Marc Dufraisse             | Républicain               | Avocat à Ribérac, Représentant du peuple (1848-1851) Député (1871-1876)                                                                                 |
| 1852    | 1865 (décès) | Pierre Placide Léonardon   |                           | Notaire royal, juge de paix du canton de Ribérac |
| 1865    | 1870         | Samuel Welles de Lavalette | Majorité dynastique       | Propriétaire du château de Cavalerie à Prigonrieux Secrétaire d'ambassade, administrateur de la Compagnie du chemin de fer d'Orléans Député (1863-1870) |
| 1870    | 1871         | Oscar Bardi de Fourtou     | Conservateur              | Avocat , maire de Ribérac Député (1871-1878, 1889-1893) Sénateur (1880-1885) Ministre                                                                   |
| 1871    | 1887 (décès) | Achille Simon              | Républicain               | Médecin - Maire de Ribérac (1855-1858 et 1878-1887), ancien conseiller d'arrondissement                                                                 |
| 1887    | 1912         | Charles Léonardon          | Conservateur Bonapartiste | Notaire à Ribérac, conseiller d'arrondissement |
| 1912    | 1919         | Jules Brunet               | RG                        | Représentant de commerce Député (1910-1924) Maire de Ribérac (1908-1941)                                                                                |
| 1919    | 1931         | André Léonardon            | Conservateur              | Avocat à Ribérac, Président de la Société de secours mutuel des ouvriers                                                                                |
| 1931    | 1940         | Maxence Bibié              | PRS                       | Professeur Député (1924-1942) Ministre (entre 1933 et 1938)                                                                                             |
|         |              |                            |                           | |
| 1942    | 1945         | Edmond Costes              |                           | Maire de Ribérac (1941-1944) Nommé conseiller départemental en 1942                                                                                     |
|         |              |                            |                           | |
| 1945    | 1958         | André Pradeau              | SFIO                      | Agent général d'assurances Maire de Villetoureix (1929-1971), ancien conseiller d'arrondissement Député (1951-1955)                                     |
| 1958    | 1976         | Roger Boniface             | Rad. puis MRG             | Minotier boulanger Maire de Saint-Pardoux-de-Dronne (1934-1978)                                                                                         |
| 1976    | 2015         | Bernard Cazeau             | MRG puis PS               | Médecin généraliste Maire de Ribérac (1971-2001) Conseiller régional (1977-1998) Président du conseil général (1994-2015) Sénateur (1998-2020)          |

### Conseillers d'arrondissement (de 1833 à 1940)
Le canton de Ribérac avait deux conseillers d'arrondissement jusqu'en 1926.
Il était chef-lieu de l'arrondissement de Ribérac jusqu'à sa disparition en 1926.
| Période                                  | Période | Identité                         | Étiquette   | Qualité |
| ---------------------------------------- | ------- | -------------------------------- | ----------- | --- |
| Les données manquantes sont à compléter. |         |                                  |             | |
| 1833                                     | 1841    | Pierre Placide Léonardon         |             | Notaire, suppléant de la justice de paix, maire de Ribérac                                                  |
| 1833                                     | 1848    | Pierre Mathieu                   |             | Médecin à Ribérac                                                                                           |
| 1841                                     | 1845    | Pierre Éloi Manière              |             | Juge au Tribunal de Ribérac, notaire à Saint-Vincent-de-Connezac                                            |
| 1845                                     | 1848    | Achille Simon                    |             | Médecin à Ribérac                                                                                           |
|                                          |         |                                  |             | |
| avant 1855                               | 1864    | Alban Bourgade                   |             | Procureur impérial à Sarlat de 1854 à 1858, ancien avocat à Ribérac                                         |
| avant 1855                               | 1858    | François Alphonse Cellerier      |             | Juge d'instruction, propriétaire à Ribérac                                                                  |
| 1858                                     | 1880    | Élie François Delugin            |             | Avocat, ancien maire de Ribérac (1851 à 1855)                                                               |
| 1864                                     | 1871    | Achille Simon                    |             | Médecin à Ribérac                                                                                           |
| 1871                                     | 1880    | Charles Léonardon                | Droite      | Notaire à Ribérac                                                                                           |
| 1880                                     | 1886    | Jean-Octave Labrousse            |             | Médecin, adjoint au maire de Ribérac                                                                        |
| 1880                                     | 1886    | Guillaume Boulle (de) Larigaudie |             | Notaire, suppléant du juge de paix à Ribérac                                                                |
| 1886                                     | 1892    | Amédée Salleix                   | Droite      | Agriculteur, propriétaire du château de la Brangelie à Vanxains                                             |
| 1886                                     | 1887    | Charles Léonardon                | Droite      | Notaire à Ribérac                                                                                           |
| 1887                                     | 1892    | Pierre Duteuil                   |             | Médecin à Ribérac                                                                                           |
| 1892                                     | 1910    | Odon Coulerie                    | Républicain | Propriétaire-agriculteur, maire de Villetoureix                                                             |
| 1892                                     | 1898    | M. Raynaud                       | Républicain | Propriétaire                                                                                                |
| 1898                                     | 1934    | Pierre Siron                     | RG          | Vétérinaire sanitaire, maire de Ribérac, Président du Conseil d'arrondissement                              |
| 1910                                     | 1926    | Raymond Conte                    | RG          | Médecin |
| 1931                                     | 1940    | André Pradeau                    | SFIO        | Agent général d'assurances, maire de Villetoureix (1929-1971)                                               |
| 1934                                     | 1940    | M. Lambert                       | Soc.ind.    | |
| 1940                                     |         |                                  |             | Les conseils d'arrondissement ont été suspendus par la loi du 12 octobre 1940 et n'ont jamais été réactivés |

Sources : "Annuaires et calendriers 1789-1842 " sur le site des archives départementales de la Dordogne. https://archives.dordogne.fr/r/72/fonds-imprimes/annuaires-et-calendriers?arko_default_6076b1c79b335--ficheFocus=

### Conseillers départementaux à partir de 2015
| Période élective | Période élective | Mandat | Mandat   | Identité                 | Nuance | Nuance | Qualité |
| ---------------- | ---------------- | ------ | -------- | ------------------------ | ------ | ------ | --- |
| 2015             | 2021             | 2015   | 2021     | Didier Bazinet           |        | PS     | Agriculteur - Maire de Coutures Suppléant de la députée Colette Langlade (2012-2017) Président de la CC du Périgord Ribéracois depuis 2014 Ancien conseiller général du canton de Verteillac (2004-2015) |
| 2015             | 2021             | 2015   | 2021     | Nicole Gervaise          |        | PS     | Infirmière cadre de santé en retraite, Ribérac |
| 2021             | 2028             | 2021   | en cours | Didier Bazinet           |        | PS     | Maire de Coutures depuis 2001 Président de la CC du Périgord Ribéracois depuis 2014 5ème Vice-Président chargé de l'agriculture, de la forêt et de l'aménagement rural                                   |
| 2021             | 2028             | 2021   | en cours | Catherine Bezac-Gonthier |        | PS     | Ancienne directrice du centre communal d'action sociale 1re adjointe au maire de Ribérac depuis 2020 |

### Résultats détaillés

#### Élections de mars 2015
À l'issue du premier tour des élections départementales de 2015, deux binômes sont en ballotage : Didier Bazinet et Nicole Gervaise (PS, 40,19 %) et Marie-Luce Bordier et Patrice Favard (Union de la droite, 33,03 %). Le taux de participation est de 65,63 % (7 162 votants sur 10 912 inscrits) contre 60,04 % au niveau départemental et 50,17 % au niveau national.
Au second tour, Didier Bazinet et Nicole Gervaise (PS) sont élus avec 52,77 % des suffrages exprimés et un taux de participation de 67,45 % (3 578 voix pour 7 360 votants et 10 911 inscrits).

#### Élections de juin 2021
Le premier tour des élections départementales de 2021 est marqué par un très faible taux de participation (33,26 % au niveau national). Dans le canton de Ribérac, ce taux de participation est de 47,63 % (5 119 votants sur 10 747 inscrits) contre 40,86 % au niveau départemental. À l'issue de ce premier tour,  le binôme constitué de Didier Bazinet et Catherine Bezac-Gonthier (PS), est élu avec 57,76 % des suffrages exprimés.

## Composition

### Composition avant 2015

Situation du canton de Ribérac dans l'arrondissement de Périgueux en 2014.

Le canton de Ribérac regroupait treize communes.
| Nom                        | Code Insee | Codepostal | Superficie (km2) | Population (dernière pop. légale) | Densité (hab./km2) |
| -------------------------- | ---------- | ---------- | ---------------- | --------------------------------- | ------------------ |
| Ribérac (chef-lieu)        | 24352      | 24600      | 22,79            | 4 015 (2012)                      | 176                |
| Allemans                   | 24007      | 24600      | 18,75            | 577 (2012)                        | 31                 |
| Bourg-du-Bost              | 24058      | 24600      | 7,16             | 239 (2012)                        | 33                 |
| Chassaignes                | 24114      | 24600      | 5,79             | 74 (2012)                         | 13                 |
| Comberanche-et-Épeluche    | 24128      | 24600      | 3,93             | 166 (2012)                        | 42                 |
| Petit-Bersac               | 24323      | 24600      | 10,83            | 173 (2012)                        | 16                 |
| Saint-Martin-de-Ribérac    | 24455      | 24600      | 16,38            | 713 (2012)                        | 44                 |
| Saint-Méard-de-Drône       | 24460      | 24600      | 8,95             | 485 (2012)                        | 54                 |
| Saint-Pardoux-de-Drône     | 24477      | 24600      | 8,69             | 213 (2012)                        | 25                 |
| Saint-Sulpice-de-Roumagnac | 24504      | 24600      | 10,70            | 239 (2012)                        | 22                 |
| Siorac-de-Ribérac          | 24537      | 24600      | 20,86            | 256 (2012)                        | 12                 |
| Vanxains                   | 24564      | 24600      | 35,89            | 705 (2012)                        | 20                 |
| Villetoureix               | 24586      | 24600      | 16,40            | 879 (2012)                        | 54                 |

### Composition à partir de 2015
Le canton de Ribérac se composait de trente-cinq communes à sa création. Il associe l'intégralité des communes de deux anciens cantons : ceux de Ribérac et de Verteillac, auxquelles s'ajoutent cinq communes issues de trois autres cantons : Celles (canton de Montagrier), La Jemaye et Ponteyraud (canton de Saint-Aulaye), et Saint-André-de-Double et Saint-Vincent-de-Connezac (canton de Neuvic). Le bureau centralisateur reste fixé à Ribérac.
Au 1er janvier 2017, les communes nouvelles de La Jemaye-Ponteyraud et La Tour-Blanche-Cercles, constituées de quatre anciennes communes, sont créées, portant le nombre de communes du canton à trente-trois.
| Nom                             | Code Insee | Intercommunalité          | Superficie (km2) | Population (dernière pop. légale) | Densité (hab./km2) | Modifier                                    |
| ------------------------------- | ---------- | ------------------------- | ---------------- | --------------------------------- | ------------------ | ------------------------------------------- |
| Ribérac (bureau centralisateur) | 24352      | CC du Périgord Ribéracois | 22,79            | 3 770 (2022)                      | 165                | modifier les données · modifier les données |
| Allemans                        | 24007      | CC du Périgord Ribéracois | 18,75            | 543 (2022)                        | 29                 | modifier les données · modifier les données |
| Bertric-Burée                   | 24038      | CC du Périgord Ribéracois | 16,73            | 435 (2022)                        | 26                 | modifier les données · modifier les données |
| Bourg-des-Maisons               | 24057      | CC du Périgord Ribéracois | 8,99             | 72 (2022)                         | 8,0                | modifier les données · modifier les données |
| Bourg-du-Bost                   | 24058      | CC du Périgord Ribéracois | 7,16             | 237 (2022)                        | 33                 | modifier les données · modifier les données |
| Bouteilles-Saint-Sébastien      | 24062      | CC du Périgord Ribéracois | 13,96            | 175 (2022)                        | 13                 | modifier les données · modifier les données |
| Celles                          | 24090      | CC du Périgord Ribéracois | 27,83            | 611 (2022)                        | 22                 | modifier les données · modifier les données |
| Champagne-et-Fontaine           | 24097      | CC du Périgord Ribéracois | 25,04            | 343 (2022)                        | 14                 | modifier les données · modifier les données |
| La Chapelle-Grésignac           | 24109      | CC du Périgord Ribéracois | 6,95             | 102 (2022)                        | 15                 | modifier les données · modifier les données |
| La Chapelle-Montabourlet        | 24110      | CC du Périgord Ribéracois | 5,77             | 57 (2022)                         | 9,9                | modifier les données · modifier les données |
| Chassaignes                     | 24114      | CC du Périgord Ribéracois | 5,79             | 73 (2022)                         | 13                 | modifier les données · modifier les données |
| Cherval                         | 24119      | CC du Périgord Ribéracois | 18,71            | 226 (2022)                        | 12                 | modifier les données · modifier les données |
| Comberanche-et-Épeluche         | 24128      | CC du Périgord Ribéracois | 3,93             | 165 (2022)                        | 42                 | modifier les données · modifier les données |
| Coutures                        | 24141      | CC du Périgord Ribéracois | 8,53             | 198 (2022)                        | 23                 | modifier les données · modifier les données |
| Gout-Rossignol                  | 24199      | CC du Périgord Ribéracois | 24,91            | 362 (2022)                        | 15                 | modifier les données · modifier les données |
| La Jemaye-Ponteyraud            | 24216      | CC du Périgord Ribéracois | 33,31            | 148 (2022)                        | 4,4                | modifier les données · modifier les données |
| Lusignac                        | 24247      | CC du Périgord Ribéracois | 7,88             | 163 (2022)                        | 21                 | modifier les données · modifier les données |
| Nanteuil-Auriac-de-Bourzac      | 24303      | CC du Périgord Ribéracois | 20,92            | 233 (2022)                        | 11                 | modifier les données · modifier les données |
| Petit-Bersac                    | 24323      | CC du Périgord Ribéracois | 10,83            | 187 (2022)                        | 17                 | modifier les données · modifier les données |
| Saint-André-de-Double           | 24367      | CC du Périgord Ribéracois | 27,61            | 168 (2022)                        | 6,1                | modifier les données · modifier les données |
| Saint-Martial-Viveyrol          | 24452      | CC du Périgord Ribéracois | 12,63            | 184 (2022)                        | 15                 | modifier les données · modifier les données |
| Saint-Martin-de-Ribérac         | 24455      | CC du Périgord Ribéracois | 16,38            | 728 (2022)                        | 44                 | modifier les données · modifier les données |
| Saint-Méard-de-Drône            | 24460      | CC du Périgord Ribéracois | 8,95             | 489 (2022)                        | 55                 | modifier les données · modifier les données |
| Saint-Pardoux-de-Drône          | 24477      | CC du Périgord Ribéracois | 8,69             | 191 (2022)                        | 22                 | modifier les données · modifier les données |
| Saint-Paul-Lizonne              | 24482      | CC du Périgord Ribéracois | 9,28             | 277 (2022)                        | 30                 | modifier les données · modifier les données |
| Saint-Sulpice-de-Roumagnac      | 24504      | CC du Périgord Ribéracois | 10,70            | 283 (2022)                        | 26                 | modifier les données · modifier les données |
| Saint-Vincent-de-Connezac       | 24509      | CC du Périgord Ribéracois | 14,81            | 671 (2022)                        | 45                 | modifier les données · modifier les données |
| Siorac-de-Ribérac               | 24537      | CC du Périgord Ribéracois | 20,86            | 259 (2022)                        | 12                 | modifier les données · modifier les données |
| La Tour-Blanche-Cercles         | 24554      | CC du Périgord Ribéracois | 23,18            | 549 (2022)                        | 24                 | modifier les données · modifier les données |
| Vanxains                        | 24564      | CC du Périgord Ribéracois | 35,89            | 692 (2022)                        | 19                 | modifier les données · modifier les données |
| Vendoire                        | 24569      | CC du Périgord Ribéracois | 11,65            | 135 (2022)                        | 12                 | modifier les données · modifier les données |
| Verteillac                      | 24573      | CC du Périgord Ribéracois | 18,44            | 546 (2022)                        | 30                 | modifier les données · modifier les données |
| Villetoureix                    | 24586      | CC du Périgord Ribéracois | 16,40            | 893 (2022)                        | 54                 | modifier les données · modifier les données |
| Canton de Ribérac               | 2416       |                           | 524,25           | 14 165 (2022)                     | 27                 | modifier les données                        |

## Démographie

### Démographie avant 2015
| 1962  | 1968  | 1975  | 1982  | 1990  | 1999  | 2006  | 2011  | 2012  |
| ----- | ----- | ----- | ----- | ----- | ----- | ----- | ----- | ----- |
| 8 433 | 8 129 | 8 075 | 7 970 | 8 371 | 8 365 | 8 736 | 8 763 | 8 734 |

### Démographie depuis 2015
En 2022, le canton comptait 14 165 habitants, en évolution de −2,79 % par rapport à 2016 (Dordogne : +0,37 %, France hors Mayotte : +2,11 %).
| 2013   | 2018   | 2022   |
| ------ | ------ | ------ |
| 14 675 | 14 403 | 14 165 |